# ديميتار بانوف
ديميتار بانوف (بالبلغارية: Димитър Панов)‏ هو ممثل بلغاري، ولد في 18 يوليو 1902 في بلغاريا، وتوفي في 15 نوفمبر 1985 بصوفيا في بلغاريا.

## وصلات خارجية
- ديميتار بانوف على موقع IMDb (الإنجليزية)
- ديميتار بانوف على موقع قاعدة بيانات الفيلم (الإنجليزية)